# Флорентийская школа живописи
Флорентийская школа живописи — художественная школа, сложившаяся в области Тоскана, центральная Италия. живописцы этой школы работали на основе достижений флорентийского проторенессанса XIV века, во многом благодаря усилиям Джотто ди Бондоне. К ранним представителям флорентийской школы относятся известные итальянские художники: живописцы, скульпторы, рисовальщики и архитекторы: Филиппо Брунеллески, Донателло, Микеланджело, Фра Анжелико, Боттичелли, Липпи, Мазолино, Мазаччо и многие другие.

## История
Основой для формирования флорентийской школы послужило искусство XIII века в итальянских городах Пизе и Лукке. Поэтому основателем школы считают Джотто ди Бондоне. Творческие находки художника получили развитие в произведениях флорентийских живописцев последующих веков, среди которых были Чимабуэ, Паоло Учелло, Мазаччо и Микеланджело Буонарроти. Представители школы реформировали как искусство Флоренции, так и самой Италии эпохи Возрождения, сделав уникальный вклад в архитектуру, инженерное дело, садово-парковое искусство, скульптуру и живопись.
Древнейшей из дошедших до нас крупной работой школы является мозаика купола флорентийского Баптистерия, выполненное около 1225 года. В работе принимали участие и венецианские художники, но именно тосканские мастера создали в мозаике выразительные, живые сцены, показывающие эмоциональное состояние героев, что шло вразрез со сложившимися византийским традициями. Коппо ди Марковальдо, ответственный за образ центральной фигуры Христа, был самым ранним из флорентийских художников, участвовавших в этой работе.
Аналогичные работы были выполнены в конце XIII — начале XIV века для флорентийских церквей Санта-Мария-Новелла, Санта-Тринита и Оньисанти.
В архитектуре Флоренции был создан новый тип ренессансного палаццо (городского дворца), городского собора, прежде всего Санта-Мария-дель-Фьоре с его знаменитым куполом, творением Филиппо Брунеллески, малых приходских базилик и гражданских зданий. В 1549 году герцог Козимо I Медичи поручил архитектору Николо Периколи, по прозванию Триболо, превратить пустынный холм в сад. По планам архитектора (скончавшегося в следующем году) работы в Садах Боболи при Палаццо Питти во Флоренции проводил Б. Амманати, с 1583 года — Б. Буонталенти. Сады «итальянского типа» спланированы террасами с регулярной планировкой, фонтанами, гротом в «сельском стиле», причудливыми скульптурами.
Славу флорентийской школы составили выдающиеся живописцы. Уроженцем соседнего городка Фьезоле был удивительный мастер раннего Итальянского Возрождения Анжелико фра Джованни да Фьезоле, по прозванию Беато («Блаженный»), монах доминиканского ордена. Флорентийцем был Джотто, создавший знаменитый цикл фресок в Ассизи и Падуе. Из флорентийской боттеги Лоренцо Гиберти, где также учились скульпторы Донателло и Микелоццо, вышел Паоло Уччелло, оказавший значительное влияние на творчество других художников и на теорию и практику линейной перспективы. В 1439 году из Венеции во Флоренцию переехал Доменико Венециано. В ученики Венециано взял юного Пьеро делла Франческа (1416—1492), родом из Сансеполькро близ Ареццо, в Тоскане. В 1449 году Пьеро покинул Флоренцию, но его влияние на других художников было продолжительным. В произведениях Б. Гоццоли, Филиппо Липпи, Боттичелли, Пьеро ди Козимо проявились особая одухотворённость и интимно-лирическая созерцательность, но также стремление к пластически ясному анатомическому построению человеческой фигуры.
В 1466—1472 годах в мастерской флорентийца А. Верроккьо учился будущий гений — Леонардо да Винчи. В «Садах Сан-Марко», кружке Лоренцо Медичи Великолепного во Флоренции, начинал работать Микеланжело Буонарроти. 1504—1507 годы — флорентийский период творчества Рафаэля.
«Золотой век» Флоренции закончился в конце ХV столетия. Однако основные достижения тосканской художественной школы продолжали развиваться и в эпоху кризиса Флорентийской республики. Флорентийские живописцы и скульпторы значительное внимание уделяли оптике, перспективе, анатомии, теории пропорций. Б. Беренсон утверждал, что флорентийские мастера «сосредоточивали своё внимание на форме, и только на форме», а колорит, даже в произведениях лучших флорентийских живописцев, в отличие от венецианцев, «бывает резок и неприятен».
Главная особенность живописцев флорентийской школы, по определению Беренсона, — «осязательная ценность формы» (англ. tactile value) как оптимальное решение задачи «формы и движения». Мастера живописи флорентийской школы сами подчеркивали своё стремление к наибольшей «выпуклости» (итал. rilievo) изображения за счёт тональной и светотеневой моделировки таким образом, чтобы «фигуры казались выступающими из картины». Роль цвета при этом была незначительна. Колорит сводился к локальной раскраске объемов.
Апогея «осязательности» достигло изобразительное искусство в лице двух флорентийских гениев: Леонардо да Винчи и Микеланжело. Примечательно, что два картона, созданные этими художниками в соперничестве на выполнение росписей Зала пятисот в Палаццо Веккьо во Флоренции, несмотря на различия, явились поводом для разрешения исключительно формальных задач «формы и движения». Молодые художники ходили в Палаццо Веккьо срисовывать фигуры с леонардовской «Битвы при Ангиари» и микеланжеловской «Битвы при Кашине» так же, как спустя четыре года в Риме молодой Рафаэль срисовывал для своих фресок фигуры с плафона, созданного Микеланжело в Сикстинской капелле.
В ХVI в. Флоренцию называли «страной рисунка». В 1561 году Джорджо Вазари с помощью Винченцо Боргини организовал во Флоренции «Академию рисунка». В 1673 году герцог Козимо III Медичи основал в Риме Флорентийскую Академию искусств.
В 1520—1534 годах во Флоренции снова работал Микеланжело, и его поздний стиль оказал значительное воздействие на новое поколение художников, прежде всего на Андреа дель Сарто и Якопо Понтормо. Поэтому и ранний флорентийский маньеризм отличается сдержанностью, даже строгостью, чеканностью формы, несколько видоизмененной следующим поколением маньеристов — А. Бронзино, Дж. Вазари.
В произведениях скульпторов Б. Челлини и Джамболоньи постепенно утрачивались целостность и чистота формы. Стиль барокко во Флоренции не получил распространения, поскольку был чужд принципам ясности и строгости художественной формы. Великий город в последующие столетия превратился в художественную провинцию.

## Портрет флорентийской школы
Портретный жанр сформировался во Флоренции позднее других — во второй четверти XV века, а расцвет его пришёлся на последнюю треть столетия. Первые итальянские портреты появлялись на фресках. Портреты писали в основном для частных домов, как правило, с мемориальной целью. Наряду с мужским портретом во Флоренции появлялись и женские. Особое место занимал профильный портрет, появление которого связывают с подражанием изображениям на античных монетах и медалях.
С середины XV века в развитии флорентийского портрета возникли новые тенденции. Пристрастие к композиции в профиль сменилось доминированием положения в три четверти. В середине XV века нейтральный фон портретов вытеснялся пейзажным, чаще в пространстве проёма окна.
- Пьеро дель Поллайоло. Портрет молодой женщины. Ок. 1465. Дерево, масло. Берлинская картинная галерея
- Мазаччо? Мужской портрет в профиль. Между 1430 и 1450. Дерево, темпера. Национальная галерея искусства, Вашингтон
- Паоло Уччелло? Женский портрет. Нач. 1460-х. Дерево, масло. Музей Изабелы Стюарт Гарднер, Бостон, США
- Андреа дель Кастаньо. Мужской портрет. Ок. 1450. Дерево, темпера. Национальная галерея искусства, Вашингтон
- Сандро Боттичелли. Портрет неизвестного с медалью Козимо Медичи Старого. Ок. 1474. Дерево, темпера. Уффици, Флоренция
- Сандро Боттичелли. Портрет неизвестной с атрибутами Святой Екатерины Александрийской. Ок. 1475. Дерево, темпера. Музей Линденау, Альтенбург, Германия

## Рисунки флорентийских художников
- Микеланджело Буонарроти. Проклятая душа. 1525. Бумага, сангина. Уффици, Флоренция
- Микеланджело Буонарроти. Ливийская сивилла. Подготовительный рисунок к росписи плафона Сикстинской капеллы. Ок. 1510. Бумага, сангина. Метрополитен-музей, Нью-Йорк
- Микеланджело Буонарроти. Мужская фигура со спины. Ок. 1504. Бумага, итальянский карандаш, белила. Галерея Альбертина, Вена
- Филиппино Липпи. Апостол и юноша. До 1482. Бумага, серебряный штифт, белила. Гравюрный кабинет, Дрезден
- Леонардо да Винчи. Автопортрет. 1517-1518. Бумага, сангина. Королевская библиотека, Турин
- Леонардо да Винчи. Голова воина. Эскиз к фреске «Битва при Ангиари». 1504 – 1505. Бумага, итальянский карандаш. Музей изобразительных искусств, Будапешт
- Битва при Ангиари. Деталь. Копия рисунка Леонардо да Винчи. Между 1503 и 1505. Бумага, перо, сепия, белила. Уффици, Флоренция
- Леонардо да Винчи. Этюд складок. Между 1475 и 1482. Льняная ткань на бумаге, кисть, серая темпера, белила. Фонд Кустодия, Париж
- Леонардо да Винчи. Рисунок головы апостола и архитектурная штудия. Между 1494 и 1498. Бумага, сангина, перо, чернила. Виндзорский замок, Великобритания
- Леонардо да Винчи. Полуфигура апостола. Между 1493 и 1495. Тонированная бумага, перо, чернила. Галерея Альбертина, Вена
- Сандро Боттичелли. Ангел. Ок. 1490. Бумага, сангина, перо, сепия, белила. Уффици, Флоренция
- Фра Бартоломео. Святой Георгий и дракон. Между 1487 и 1517. Бумага, итальянский карандаш. Музей Бойманса — ван Бёнингена, Роттердам
- Лоренцо ди Креди. 1520-е. Мадонна с Младенцем. Бумага, итальянский карандаш
- Франческо Сальвиати. Рисунок вазы. 1545. Бумага, сангина, перо, тушь, белила